# Коллар, Дилан
Дилан Коллар (фр. и англ. Dylan Collard; род. 16 апреля 2000, Сидней) — маврикийский футболист, защитник португальского клуба «Маритиму» и сборной Маврикия.

## Биография

### Клубная карьера
Родился и начинал заниматься футболом в Австралии. В 2011 году переехал в Португалию, где был зачислен в академию «Бенфики». Также играл за молодёжные команды «Каза Пия», «Насьонал», «Белененсеш» и «Тондела». Профессиональную карьеру начинал в 2019 году в команде третьей лиги «Лузитану» Вилдемойнош. В феврале 2020 года перешёл в клуб третьей лиги Польши «Сталь» Жешув, но сыграл за команду только один матч и в октябре того же года вернулся в Португалию, где подписал контракт с «Маритиму» и несколько сезонов отыграл за его фарм-клуб. Дебютировал в Примейре 22 января 2023 года в матче с Эшторил-Прая, появившись на замену на 90-й минуте вместо Рене Сантуша.

### Карьера в сборной
Коллар имел право выступать за сборную Маврикия, поскольку его отец был маврикийцем. Дебютировал за сборную в марте 2022 года в рамках квалификации к Кубку африканских наций 2023, сыграв в двух матчах против сборной Сан-Томе и Принсипи (0:1, 3:3), и отметился забитым голом в ответном матче.